# Petrowec
Petrowec (mac. Петровец) – wieś w Macedonii Północnej położona w gminie Petrowec, zlokalizowana około 15 km na południowy wschód od stolicy kraju Skopje. Na terenie wsi znajduje się Port Lotniczy Skopje.